# Die Violetten
Die Violetten sind eine deutsche Kleinpartei.

## Inhaltliches Profil
Die Violetten verstehen sich als Vertreter „spiritueller Menschen“. Inhaltlich konzentriert sie sich auf innenpolitische Themen und die Bereiche Bildung, Erziehung, Wirtschaft, Finanzen, Arbeit und Umwelt.
Einen Schwerpunkt stellt dabei unter anderem der Naturschutz dar. Darüber hinaus lehnt die Partei Tierversuche ab und befürwortet Formen direkter Demokratie. Die Violetten fordern zudem ein bedingungsloses Grundeinkommen. Hauptziel ist es laut Aussagen der Partei, eine Gesellschaft zu entwickeln, in der „jeder von seinem Bewusstseinsstand aus denken, fühlen und handeln und sich zu höherem Bewusstsein entwickeln kann“. Die Violetten befürworten zudem die Legalisierung illegaler Drogen bei gleichzeitiger Stärkung von Aufklärung und Suchtprävention und begründen dies mit einem Recht auf Selbstbestimmung.
Die Partei versucht auf Bundes- wie Landesebene eine paritätische Doppelspitze aus einem Mann und einer Frau zu bilden.

## Organisation

### Bundesvorstand
| Vorsitzende    | Irene Garcia Garcia, John Oliver Haugg |
| Schatzmeister  | Bernhard Niermann                      |
| Bundessekretär | Rainer Schäfer                         |

## Daten der Landesverbände
Derzeit existieren vier Landesverbände der Violetten.
| Bayern                            | Bayern              | Silvia Röder, Christian Schreiber | n. a. (2023) |
| Hamburg                           | Hamburg             | Johanna Kretschmer                | n. a. (2020) |
| Nordrhein-Westfalen               | Nordrhein-Westfalen | Marion Schmitz                    | 0,0 % (2022) |
| Schleswig-Holstein                | Schleswig-Holstein  | Susanne Clemenz                   | n. a. (2022) |
| Legende: n. a. – nicht angetreten |                     |                                   |              |

## Geschichte
Die Partei wurde am 6. Januar 2001 in Dortmund gegründet.
2005 wurden Landesverbände in Bayern und Schleswig-Holstein gegründet. Im Jahr 2009 bestanden insgesamt 11 Landesverbände. Die Mitgliederzahl der einzelnen Verbände liegen meist deutlich unter 100 Mitgliedern. Die meisten Mitglieder haben Bayern mit 405 und Baden-Württemberg mit 159 Personen.  Die Vorsitzende und Mitbegründerin des Landesverbandes Bayern Gudula Blau, die seitdem den Bundesvorsitz innehatte, trat am 20. Juni 2009 bei der 23. Bundesversammlung im hessischen Bad Zwesten aus persönlichen Gründen zurück. Drei Tage später trat sie auch aus der Partei aus. Obwohl die Partei sonst immer eine Frau und einen Mann als Bundesvorsitzende(n) hat, übte Bruno Walter den Vorsitz bis zum 28. Februar 2010 allein aus. Die folgenden zwei Jahre hatten Markus Benz und Christina Diggance den Vorsitz inne. Vom 26. Februar 2012 bis 7. November 2015 waren es Irene Garcia Garcia und Markus Benz. Vom 7. November 2015 bis 31. März 2017 waren die Vorsitzenden Irene Garcia Garcia und Jochem Kalmbacher. Am 1. April 2017 wurde Irene Garcia Garcia zur alleinigen Vorsitzende gewählt. Am 12. Mai 2018 hat die Bundesversammlung Robert Hermsen als Vorsitzenden nachgewählt, der jedoch sein Amt im Mai 2019 aus gesundheitlichen Gründen niederlegte. Auf dem Bundesparteitag im September 2019 wurde turnusgemäß ein neuer Vorstand gewählt. Neuer Vorsitzender war Michael Bentele. Irene Garcia Garcia wurde als Vorsitzende bestätigt, ebenso Rainer Schäfer als Sekretär. Schatzmeisterin war Karin Schäfer. Die nächste Vorstandswahl fand auf dem Bundesparteitag im September 2021 statt. Irene Garcia Garcia wollte nach fünf Amtsperioden nicht mehr kandidieren. Auch Michael Bentele trat nicht mehr zur Wahl an. Als neue Vorsitzenden wurden Silvia Röder und Christian Schreiber gewählt. Rainer Schäfer als Sekretär und Karin Schäfer als Schatzmeisterin wurden in ihren Ämtern bestätigt. Beim Bundesparteitag im  September 2023 wurden alle vier in ihren Ämtern bestätigt. Beim Bundesparteitag im April 2025 stellten sich die Vorsitzenden und die Schatzmeisterin nicht wieder zur Wahl. Rainer Schäfer wurde als Sekretär in seinem Amt bestätigt. Die neuen Vorsitzenden sind Irene Garcia Garcia und John Oliver Haugg. Schatzmeister ist Bernhard Niermann.

## Wahlen
| Wahljahr | Bundestagswahl | Europawahl | Bayern | Hessen | NRW   |
| -------- | -------------- | ---------- | ------ | ------ | ----- |
| 2002     | 0,005 %        |            |        |        |       |
| 2003     |                |            | n. a.  | n. a.  |       |
| 2004     |                | n. a.      |        |        |       |
| 2005     | n. a.          |            |        |        | n. a. |
| 2006     |                |            |        |        |       |
| 2007     |                |            |        |        |       |
| 2008     |                |            | 0,1 %  | 0,1 %  |       |
| 2009     | 0,1 %          | 0,18 %     |        | n. a.  |       |
| 2010     |                |            |        |        | 0,1 % |
| 2011     |                |            |        |        |       |
| 2012     |                |            |        |        | n. a. |
| 2013     | 0,0 %          |            | n. a.  | n. a.  |       |
| 2014     |                | n. a.      |        |        |       |
| 2015     |                |            |        |        |       |
| 2016     |                |            |        |        |       |
| 2017     | 0,0 %          |            |        |        | 0,1 % |
| 2018     |                |            | n. a.  | 0,1 %  |       |
| 2019     |                | 0,1 %      |        |        |       |
| 2020     |                |            |        |        |       |
| 2021     | n. a.          |            |        |        |       |
| 2022     |                |            |        |        | 0,0 % |

Bei der Bundestagswahl 2002 kandidierte sie nur in Nordrhein-Westfalen und erhielt dort 2.412 Zweitstimmen (entspricht bundesweit 0,005 %).
Die notwendige Zahl an Unterstützungsunterschriften wurde für die Landtagswahl in Hessen am 27. Januar 2008 mit 1.304 bestätigten Unterschriften erreicht. Die Violetten traten mit einer Landesliste ohne Direktkandidaten an und erhielten 2.439 Zweitstimmen, was 0,1 % entspricht.
Für die am gleichen Tag stattfindende Landtagswahl in Niedersachsen wurde die erforderliche Zahl von 2000 beglaubigten Unterstützungsunterschriften nicht erreicht. Die Sammlung wurde dort eingestellt.
In Bayern trat die Partei zur Landtagswahl in Bayern am 28. September 2008 in den drei Wahlkreisen Mittelfranken, Niederbayern und Oberbayern an. Die Violetten erhielten 6.097 Erststimmen und 9.333 Zweitstimmen, das entspricht einem Wahlergebnis von 0,1 %.
Bei der Europawahl in Deutschland 2009 erhielt die Partei mit 46.355 einen Anteil von 0,18 % der gültigen Stimmen.
Auch nahm sie an der Bundestagswahl 2009 teil. Demgegenüber wurde sie zur Landtagswahl in Sachsen 2009 nicht zugelassen. Bei der Bundestagswahl konnte die Partei bundesweit 0,1 % der Wählerstimmen auf sich verbuchen (32.078 Stimmen).
Die Partei hat an der Landtagswahl in Nordrhein-Westfalen 2017 teilgenommen und erreichte einen Stimmenanteil von 0,1 %.
Bei der Bundestagswahl 2013 trat die Partei nur in Bayern an und erzielte dort 2.516 Erst- (0,0 %) und 8.211 Zweitstimmen (0,0 %).
Bei der Bundestagswahl 2017 trat die Partei mit keiner Landesliste an. Sie stellte jedoch fünf Direktkandidaten, die in ihren Wahlkreisen zwischen 0,2 % und 0,4 % der Erststimmen erhielten.
Die Partei nahm mit einer Bundesliste an der Europawahl am 26. Mai 2019 teil und erhielt dort 0,1 % der Stimmen.
Die Partei trat zur Landtagswahl in Nordrhein-Westfalen 2022 an. Sie erreichten 3.002 Zweitstimmen (=0,04 %), was eine Halbierung des Ergebnisses von der Landtagswahl in Nordrhein-Westfalen 2017 bedeutet. Die einzige Direktkandidatin von den Violetten war Karin Schäfer, sie holte im Wahlkreis Oberhausen 631 Erststimmen (=1,0 %) für die Violetten.